# Ardisia insignis
Ardisia insignis är en viveväxtart som beskrevs av K. Lars. och Hu. Ardisia insignis ingår i släktet Ardisia och familjen viveväxter. Inga underarter finns listade i Catalogue of Life.